# 庫珀 (加利福尼亞州萊克縣)
庫珀（英語：Cooper）是位於美國加利福尼亞州萊克縣的一個非建制地區。該地的面積和人口皆未知。

## 地理
庫珀的座標為39°13′11″N 123°00′15″W / 39.21972°N 123.00417°W，而該地的平均海拔高度為609米（即1998英尺）。